# Malmö SK
Malmö Sportklubb, förkortat Malmö SK, var en fotbollsklubb från Malmö. Föreningen bildades 1919.
Föreningen spelade sin sista säsong 1985 i Division 4 Skåne Sydvästra innan föreningen slogs ihop med Almhögs Vingar IF för att bilda Malmö SK/AV.

## Klubbmeriter
Malmömästerskapen: 1947, 1979